# يوم قشاوة
وهو يوم لشيبان وحلف اللهازم على تميم .
قال أبو عبيدة : أغار بسطام بن قيس على بني يربوع من تميم وهو بنعف قشاوة ، فأتاهم ضحى ، وهو يوم ريح ومطر ، فوافق النعم حين سرح ، فأخذه كله ثم كر راجعا ، وتداعت عليه بنو يربوع فلحقوه وفيهم عمارة بن عتيبة بن الحارث بن شهاب ، فكر عليه بسطام فقتله ، ولحقهم مالك بن حطان اليربوعي فقتله ، وأتاهم أيضا بجبير بن أبي مليل فقتله بسطام ، وقتلوا من يربوع جمعا وأسروا آخرين ، منهم : مليل بن أبي مليل ، وسلموا وعادوا غانمين . فقال بعض الأسرى لبسطام : أيسرك أن أبا مليل مكاني ؟ قال : نعم . قال : فإن دللتك عليه أتطلقني الآن ؟ قال : نعم . قال : فإن ابنه بجيرا كان أحب خلق الله إليه وستجده الآن منكبا عليه يقبله فخذه أسيرا . فعاد بسطام فرآه كما قال ، فأخذه أسيرا وأطلق اليربوعي . فقال له أبو مليل : قتلت بجيرا وأسرتني وابني مليلا ! والله لا أطعم الطعام أبدا وأنا موثق . فخشي بسطام أن يموت فأطلقه بغير فداء على أن يفادي مليلا ، وعلى أن لا يتبعه بدم ابنه بجير ، ولا يبغيه غائلة ، ولا يدل له على عورة ، ولا يغير عليه ولا على قومه أبدا ، وعاهده على ذلك ، فأطلقه وجز ناصيته ، فرجع إلى قومه وأراد الغدر ببسطام والنكث به ، فأرسل بعض بني يربوع إلى بسطام بخبره ، فحذره ، وقال متمم بن نويرة :